# Ornithospila submonstrans
Ornithospila submonstrans là một loài bướm đêm trong họ Geometridae.